# Sven Steenberg
Sven Steenberg, eigentlich Arthur Doellert (* 23. September 1905 in Riga; † 24. September 1994) war ein deutsch-baltischer Schriftsteller, Drehbuchautor und Jurist.

## Leben
Arthur Doellert wuchs im deutsch-baltisch geprägten Riga auf und studierte unter anderem auch in Deutschland.
Von 1941 bis 1945 diente Doellert als Dolmetscher in der Wehrmacht, später zum Sonderführer (Z) befördert, wurde er als Dolmetscher mit Sonderaufträgen im Stab der 2. Panzerarmee im Deutsch-Sowjetischen Krieg eingesetzt. Zuvor wirkte Doellert als Dolmetscher im Stab der 293. Infanterie-Division. Seine Erlebnisse im Krieg und seine Flucht nach Deutschland schrieb Doellert 1991 in seinen „Erinnerungen eines Baltendeutschen 1941–1945“, nieder.
Doellert starb am 24. September 1994, einen Tag nach seinem 89. Geburtstag. Sein Grab befindet sich auf dem Waldfriedhof von Backnang.

## Schriften
- Wlassow, Verräter oder Patriot?, 1968.
- Partisan Natascha, 1983. ISBN 3-87989-091-9
- General Wlassow, 1986. ISBN 3-8118-4356-7
- Die Russland-Deutschen, 1989. ISBN 3-7844-2143-1
- Sie nannten mich „Gospodin ...“: Erinnerungen eines Baltendeutschen 1941–1945, 1991. ISBN 3-7844-2376-0
- Baltische Wurzeln. Deutsch-russische Lebensräume zu Beginn des 20. Jahrhunderts, 1993. ISBN 3-89009-465-1